# San Giovanni Ilarione
San Giovanni Ilarione és un comune (municipi) de la província de Verona, a la regió italiana del Vèneto, situat a uns 90 quilòmetres a l'oest de Venècia i a uns 20 quilòmetres al nord-est de Verona.
A 1 de gener de 2020 la seva població era de 5.008 habitants.
San Giovanni Ilarione limita amb els següents municipis: Cazzano di Tramigna, Chiampo, Montecchia di Crosara, Roncà, Tregnago i Vestenanova.